# 內斯比恩

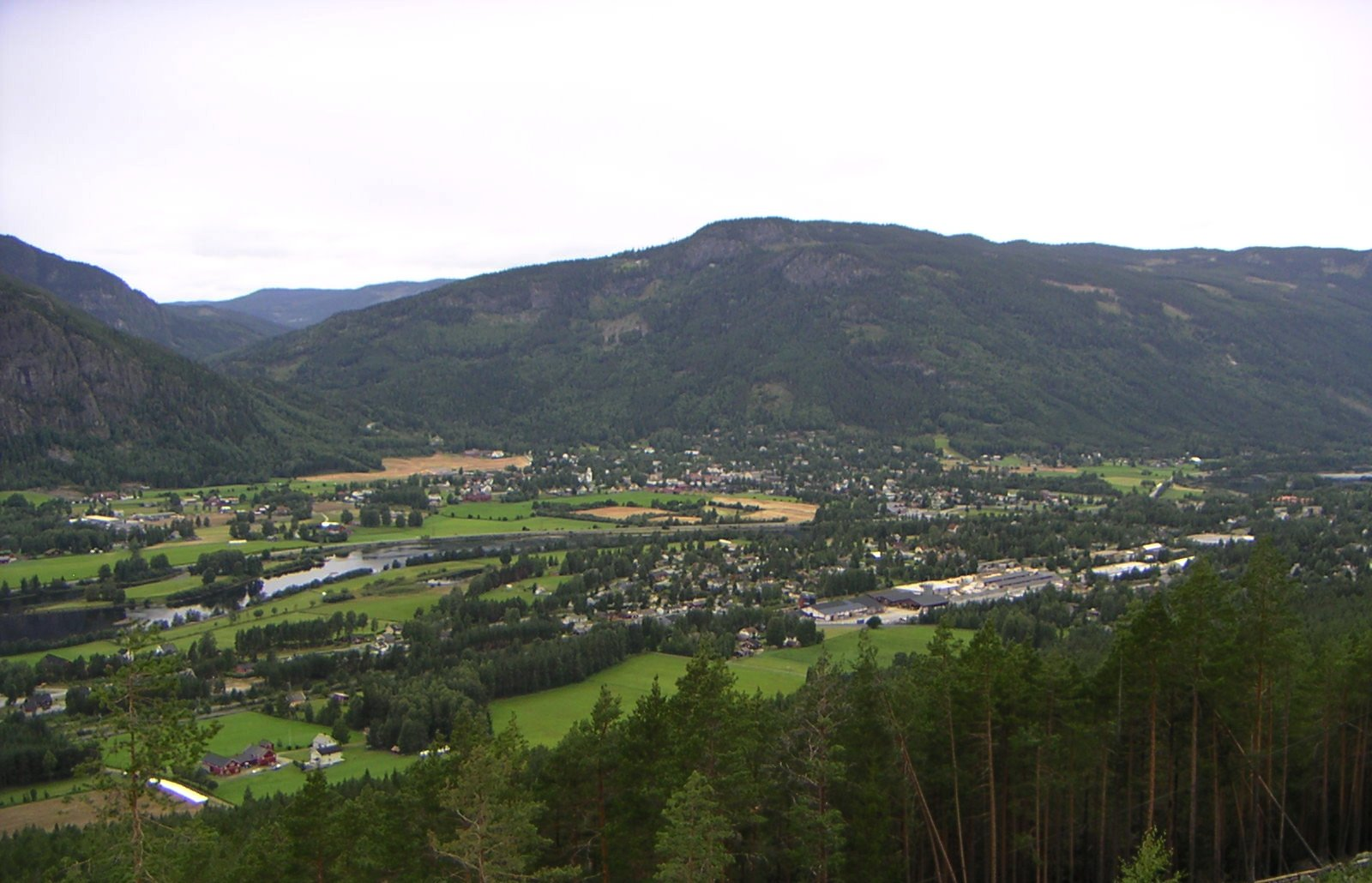
內斯比恩镇风景

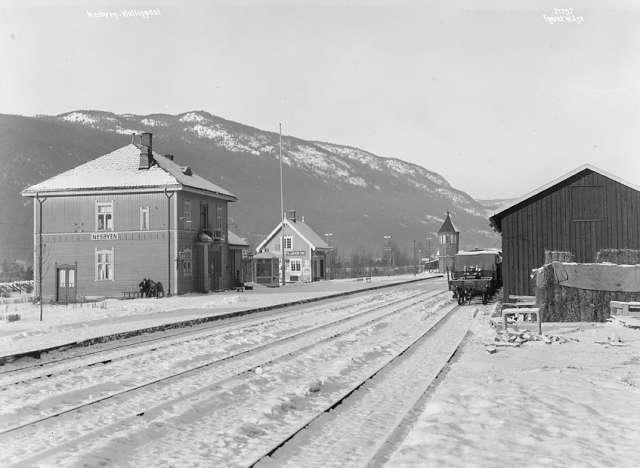
內斯比恩车站

內斯比恩（挪威語：Nesbyen）是挪威布斯克吕郡内斯比恩市镇的城鎮及其行政中心。最高點海拔高度1,314米，人口約3,500。1970年6月20日，該鎮錄得35.6攝氏度，是該國有史以來最高的氣溫。

## 外部連結
- 内斯比恩市镇官方网站 （页面存档备份，存于） （挪威文）
- Gamle Nes official website （页面存档备份，存于）

60°34′N 9°06′E / 60.567°N 9.100°E